# Лізелотта з Пфальцу (фільм)
«Лізелотта з Пфальцу» (нім. Liselotte von der Pfalz) — німецька історична кінокомедія режисера Курта Гофмана 1966 року з Гайдельдіндою Вайс у головній ролі.

## Сюжет
У фільмі розповідається про одруження німецької княгині Лізелотти з Пфальцу (Гайделінде Вайс) з братом Людовика XIV — Філіпом, герцогом Орлеанським (Гаральд Ляйпніц) та її пригоди у королівському дворі.

## Ролі виконують
- Гайделінде Вайс[de] — Лізелотта з Пфальцу
- Гаральд Ляйпніц[de]  — Філіп, герцог Орлеанський
- Ганс Каніненберг[de] — Людовик XIV, король Франції
- Карін Гюбнер[de] — принцеса Палатин
- Ервін Ліндер[de] — Карл I Людвіг, курфюрст Пфальцу

## Навколо фільму
- Фільм знімався в Берліні на кіностудії [Архівовано 11 грудня 2013 у Wayback Machine.] та в палаці Шарлотенбург, у Мюнхені в палаці Німфенбург, в Чехословаччині у Валдштейнському палаці та замках Глубока і Лемберк[cs].
- У попередньому фільмі про життя Лізелоти з Пфальцу, що вийшов у 1935 році, головну роль виконувала популярна тоді німецька акторка — Рената Мюллер[de].